# Littérature libanaise
La littérature libanaise désigne l'ensemble des pratiques et productions textuelles, orales et écrites, à toute époque, en toute langue, en tout lieu (diasporas comprises), de Libanais de tout statut (citoyenneté, résidence, clandestinité, autre), et/ou de toute personne revendiquant, au moins partiellement, son appartenance à la culture libanaise.

## Langues au Liban
L'arabe littéral est la langue officielle du Liban, mais la langue parlée est le dialecte libanais. Ce dialecte possède des accents très propres et simples en comparaison avec son voisinage arabe[réf. nécessaire]. En effet, ce dialecte a libéré les accents arabes difficiles pour les transformer en sons beaucoup plus simples et plus intelligibles. Ce dernier est rarement écrit, les Libanais l'écrivent sur Internet mais en utilisant l'alphabet latin et non pas l'alphabet arabe. 
La seconde langue parlée par les Libanais serait encore le français qui est la langue administrative et de jure du Liban. La langue française au Liban a été réintroduite au Liban dans les écoles par les missionnaires chrétiens au xviiie siècle, ainsi que de 1920 à 1946 lors du mandat français sur le Liban. 
Les autres langues parlées sans statut officiel sont l'anglais et l'arménien. L'anglais, dont la popularité s'accroît très rapidement, est enseigné comme première ou seconde langue vivante dans les écoles (selon leur système). L'arménien est la langue natale des Arméniens du Liban, soit une langue de 100 000 locuteurs. 
Aussi, le Liban est le seul pays arabe où la population est capable de parler presque quatre langues (grâce au taux d'alphabétisation élevé des Libanais).
Parmi les autres langues parlées au Liban, très minoritaires : le soureth (ou néo-araméen oriental) et le syriaque (autre variante de l'araméen ancien), mais aussi une variante de kurde.
La démographie du Liban est variable (1 500 000 en 1956, 6 100 000 en 2018) du fait de son statut de pays d’accueil pour les réfugiés (20% en 2000-2020) fuyant les différents conflits qui ont éclaté au Moyen-Orient : apatridie au Liban. La diaspora libanaise en 2020 est estimée entre 4 et 8 millions.

## Histoire

### Avant 1500
La région (Liban-Syrie), carrefour de civilisations, est riche d'un long et riche passé. Longtemps sous la domination des Phéniciens, puis des Achéménides, elle passe sous domination romaine puis byzantine : Cœlé-Syrie,Syrie (province romaine), Syrie-Phénicie (province romaine), Phénicie maritime/Phénicie libanaise. Avec les Romains, commence l'histoire des Juifs au Liban, après la première guerre judéo-romaine (66-73) et surtout la révolte de Bar Kokhba (132-135).
Le christianisme arrive au Liban dès le Ier siècle.
L'Islam, dès le 7e siècle, accompagne les Omeyyades (661-750), les Abbassides (750-1258), les Seldjoukides (1037-1194), puis les Ayyoubides (1169-1341).
À l'époque des croisades (1095-1291), la région fait partie du comté de Tripoli (1102-1289), du royaume de Jérusalem (1099-1291) et/ou d'un des divers petits États latins d'Orient, en lutte pour leur survie.
Le vaste sultanat mamelouk d'Égypte (1250-1517) est suivi du plus vaste Empire ottoman (1299-1922).
L'émirat du Mont-Liban (1516-1840) est une des réalités étatiques régionales à peu près stable.
La région semble avoir toujours été multilingue. Pour la population qui participe au commerce (autre que local), ont coexisté, selon les époques, diverses autres langues véhiculaires ; en Antiquité et Antiquité tardive : latin, latin vulgaire, grec,  koinè ; au début du Moyen Âge : latin médiéval, latin humaniste , grec médiéval (byzantin), arménien. Ainsi, au gré des routes commerciales (nestorianisme (Église de l'Orient), Radhanites), et des déplacements de populations, d'autres langues se sont ajoutées, avant de disparaître.
Il ne semble pas alors exister de littérature spécifiquement libanaise. Certaines langues minoritaires se sont maintenues et ont évolué : araméen, judéo-araméen, néo-araméen occidental, syriaque. L'expansion de l'Empire ottoman a fini par imposer au moins pour l'administration le turc ottoman.

### XVIesiècle-XVIIIesiècle
Des trois premiers siècles assez agités de la Syrie sous l'Empire ottoman (1516-1918), pour la région du Liban, il reste trop peu d’informations pour inférer une littérature particulière, autre que dynastique ou religieuse (sunnite, druze, maronite). Les circonscriptions ottomanes sont surtout le pachalik de Damas (1599-1864), le pachalik de Tripoli (1579-1864), l’eyalet de Sidon (1660-1864).
Au mont Liban, avec sa diversité communautaire, s’établit l’émirat du Mont-Liban (1516-1840), relativement autonome, dirigé par la dynastie des Assafs (1517-1579), puis la dynastie Ma’n (en) ou Ma’nides (1544-1697), d’origine arabe et de confession druze, puis par la dynastie des Chehab (1697-1841). Les trois grandes figures sont Fakhr-al-Din Ier (1516-1544), Fakhr-al-Din II (1591-1635, Fakhreddine II), et Bachir Chehab II (1767-1850).
Les lieux de référence extérieurs sont principalement Damas, Le Caire, Alexandrie, Alep, Chypre (Nicosie et Famagouste), et Istanbul. Les relations avec les puissances européennes passent par les ports (Beyrouth, et au Nord Antélias, Byblos (Jbail), Batroun, Chekka, Anfeh, Tripoli, Lattaquié (Laodicée de Syrie) (et encore Alexandrette), et au Sud Sidon (Saïda), Tyr (et encore Saint-Jean-d'Acre)), avec le reste de l'Empire ottoman, les républiques maritimes (Amalfi, Ancône, Gênes, Raguse, Venise), mais aussi la France avec Marseille. Seules sont concernées (pour l'Europe) les échelles du Levant (à la suite de diverses capitulations, ou conventions avec l’Empire ottoman). Il s'agit, en Méditerranée orientale, de Constantinople, Smyrne, Échelle Neuve (côte d'Anatolie), Alep (et son port Alexandrette), Seyde (Sidon), Tripoli de Syrie (actuel Liban), les îles de Chypre, Chios, Tinos, Paros, Naxos, en connexion avec les autres comptoirs italiens en mer Noire et en Méditerranée.
L'expression paysage libanais vient de l'intitiative de Fakhreddine II (1572–13 avril 1635), émir du Mont-Liban, exilé un temps (1613-1618) en Italie, auprès des Médicis, de faire venir au mont Liban des peintres et architectes italiens et européens. La peinture orientaliste du XIXe siècle trouve dans cette peinture libanaise une de ses origines. Les palais Fakhreddine II et palais de Beiteddine (1788-1818) sont des réalisations dérivées, de même que le château de Moussa à Deir-el-Qamar.
- Gabriel Sionite (1577-1648), qui participe à la Bible polyglotte de Paris (1628-1645) de Guy Michel Lejay

### XIXesiècle
La littérature arabe moderne commence, (après la campagne d'Égypte de Napoléon en 1798-1801), avec la nahda ( éveil, essor, envol, renaissance), liée à la décomposition politique de l’Empire ottoman, au moment de réinvention identitaire du monde arabe qui l’accompagne, au pouvoir en Égypte de Méhémet Ali (1805-1848), à l'ère des réformes (tanzimat) dans l'Empire ottoman, au mouvement réformiste musulman, et à un renouveau durable de la langue et de la culture arabes.
Après 1800, le voyage en Orient redevient un objectif, dont le pèlerinage de Jérusalem, dont témoigne le  Itinéraire de Paris à Jérusalem (1811, François-René de Chateaubriand).
Il est rempli au moins pour le Liban par Alphonse de Lamartine (Voyage en Orient (1835)).
Une présence française en Égypte et en Syrie existe en raison des grands travaux de Méhémet Ali, vice-roi d’ Égypte de 1805 à 1848, et de ses successeurs, dont le barrage du Caire, achevé en 1835.
Au Canal de Suez sont associés les noms des ingénieurs français Louis Linant (1798-1883), Charles Joseph Lambert (1804-1874), Ferdinand de Lesseps (1805-1894), Eugène Mougel Bey (1808-1890), avec le soutien d’Ismaÿl Urbain (1812-1884) et Prosper Enfantin (1864-1896).
Pour le Liban, il s’agit entre autres de la route de Beyrouth à Damas (1857-1863) (par le comte de Perthuis de Laillevault) et du chemin de fer de Beyrouth à Damas (1891-1895).
Le massacre de Damas (et au Mont Liban) en 1860, et les interventions de l’émir Abdelkader ibn Muhieddine (1808-1883) pour la protection des chrétiens, motivent l’expédition française en Syrie (1860-1861), et diverses réorganisations ottomanes : moutassarifat du Mont-Liban (1861-1918), vilayet de Syrie (1865-1918), vilayet de Beyrouth (1888-1917). C'est aussi la première grande vague de diaspora libanaise vers l'Amérique, surtout du Sud (Brésil, Argentine, Colombie) mais aussi du Nord (Mexique, États-Unis, Canada).
Parmi les noms d'écrivains qui s'imposent :
- Niqula al-Turk (en) (1763-1828), historien et poète
- Farès Chidiac devenu Ahmad Faris Chidyaq (1804-1887), auteur du roman La Jambe sur la jambe, considéré comme l'un des pères fondateurs de la littérature arabe moderne
- Abdelkader ibn Muhieddine (1808-1883), Rappel à l'intelligent. Avis à l'indifférent[1],Le livre d'Abd-el-Kader intitulé : Rappel à l'intelligent, avis à l'indifférent : Considérations philosophiques, religieuses, historiques, etc.
- Warda al-Yaziji (1838-1924), poétesse
- Maryam al-Nahhas (en) (1859-1888), activiste
- Sheikh Ahmed Reda (1872-1953), érudit, linguiste

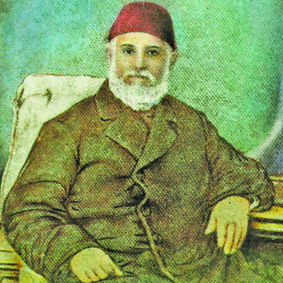
Farès Chidiac (1804-1887)
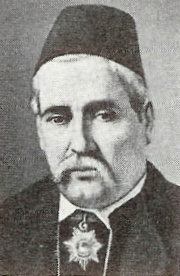
Boutros al-Boustani (1819-1883)
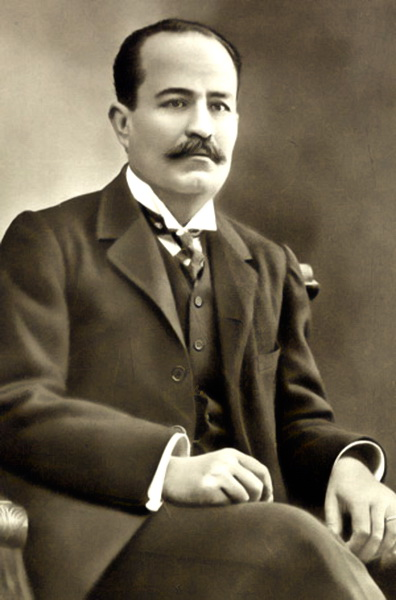
Jorge Zaydan (1861-1914)
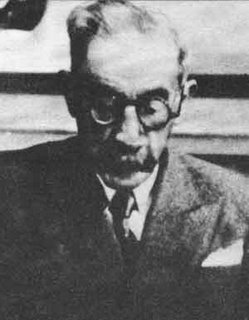
Khalil Moutran (1872-1949)
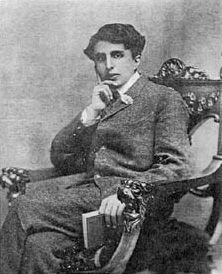
Amin al-Rihani (1876-1940)

### XXesiècle

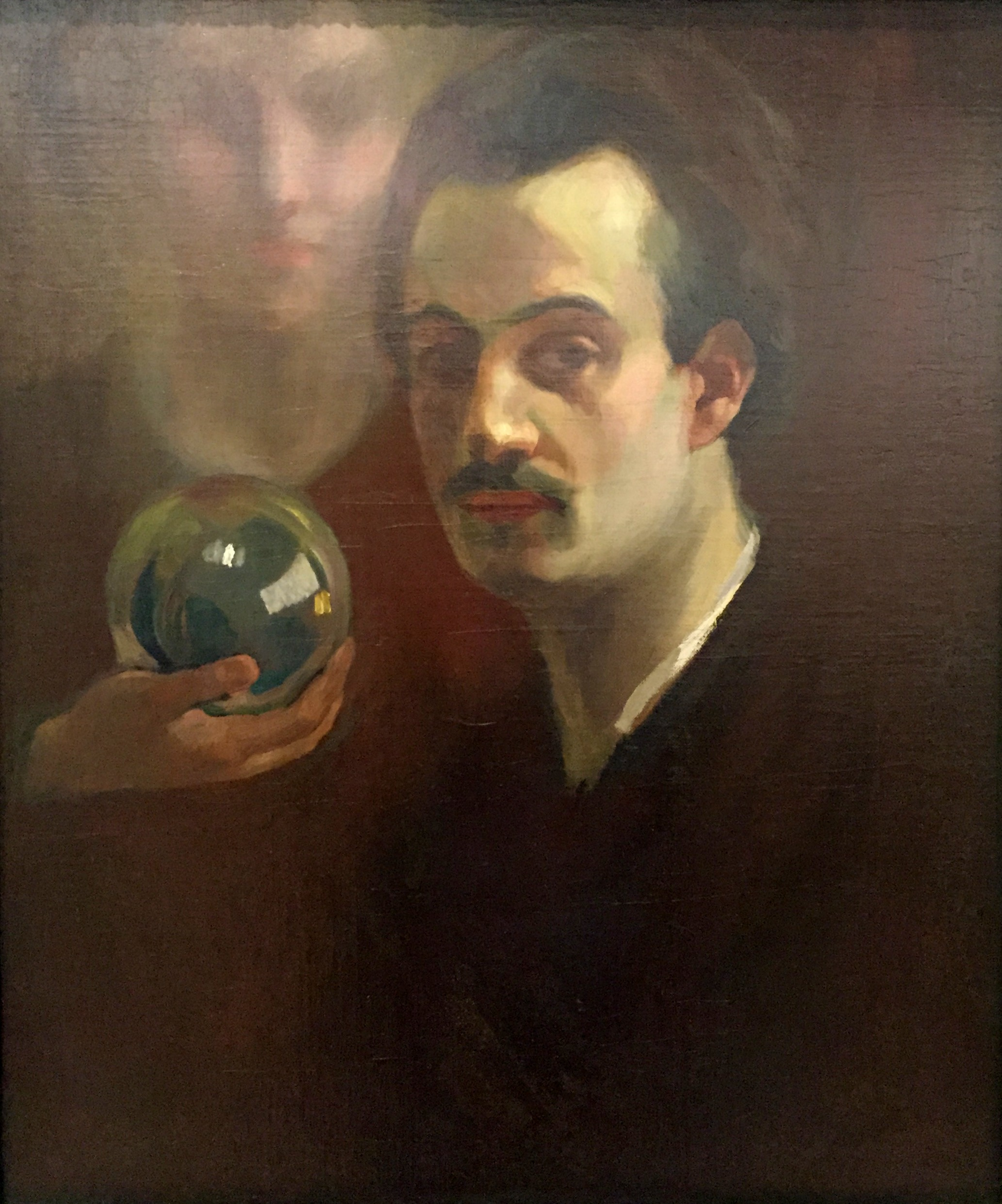
Khalil Gibran (1883-1931), Autoportrait avec muse (1911)
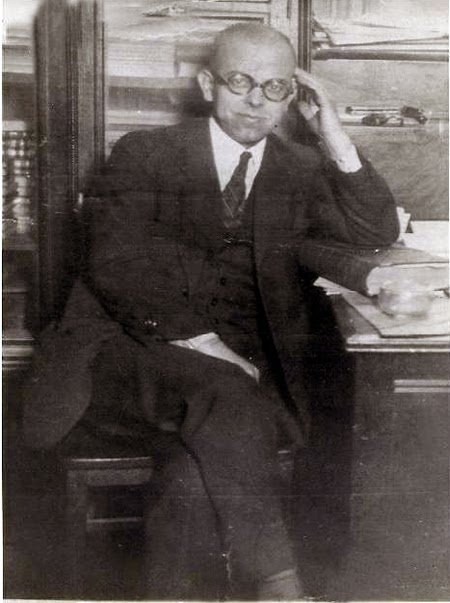
Elia Abu Madi (1889-1957)
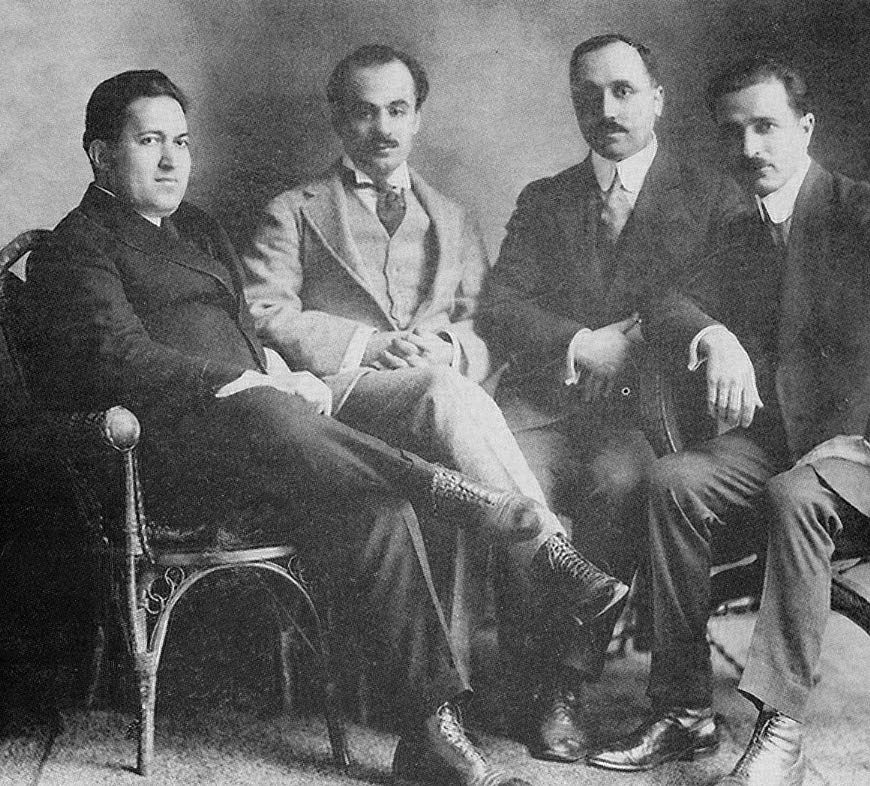
Ligue de la plume (1920)

Les déclin et chute de l'Empire ottoman se manifestent par le blocus de l'Empire ottoman (par la Triple-Entente, contre la Triplice puis la Quadruplice) en raison de la position ottomane dans la Première Guerre mondiale : une conséquence locale est la grande famine du Mont-Liban (1915-1918). Puis c'est la partition de l'Empire ottoman, les Territoires ennemis occupés (TEO, 1918-1920), le Grand Liban (1920-1943), le mandat français en Syrie et au Liban (1922-1943)...
Des écrivains arabophones (du Liban, de Syrie ou de Palestine) qui ont émigré en Amérique du Nord initient un mouvement littéraire, le Mahjar, lancent des journaux et des sociétés littéraires en langue arabe dans les régions de New York et Boston. La Ligue de la plume, fondée vers 1915, est relancée en 1920 grâce à Khalil Gibran et Mikhail Naimy.
En 1943, le Liban obtient son indépendance (chronologie du Liban) et participe à la création de la Ligue arabe (1945).

## Écrivains libanais

### Quelques grands noms

#### Khalil Gibran
Le poète et philosophe de l'existence Khalil Gibran (1883-1931) est connu dans tous les pays occidentaux pour son ouvrage Le Prophète. Ce livre ne parle pas de Mahomet, mais simplement des enseignements d'un homme sage imaginé par Gibran et qui répond à des questions que lui pose le peuple d'Orphalèse sur la vie, la mort, les enfants, l'amitié, l'amour, les aliments et beaucoup d'autres choses. Le succès de cette œuvre a été immédiat et mondial. Khalil Gibran est l'objet d'une actualité littéraire et artistique dense et quasi permanente alors que 2006 est une année de commémoration internationale tant du personnage que de l'œuvre, sous l'égide de la chaire de l'université du Maryland aux États-Unis.

#### Wadih Saadeh
Wadih Saadeh est un poète et journaliste libanais né en 1948. Il a travaillé dans le domaine de journalisme à Beyrouth, Londres, Paris et Nicosie, avant de voyager, en 1988, à Sydney où il continue dans le même domaine.
Il a publié dix livres de poésie, dont quelques-uns ont été traduits en français, en anglais, en allemand et en espagnol.
Il a participé à plusieurs festivals de poésie.

### Écrivains libanais arabophones
- Rasha Al-Ameer, romancière
- Boutros al-Boustani (1819-1883)
- Jorge Zaydan (1861-1914)
- Khalil Moutran (1872-1949), poète, journaliste
- Amin al-Rihani (1876-1940)
- Amine Takieddine (en) (1884-1937), poète, politique
- Maroun Abboud (en) (1886-1962)
- Nassib Arida (1887-1946)
- Elia Abu Madi (1889-1957)
- Mikhail Naimy (1889-1988)
- Abdel-Massih Haddad (1890-1963)
- Charles Corm (1894-1963)
- Elias Abou Chabaki (1903-1947)
- Georges Schehadé (1905-1989)
- Saïd Akl (1912-2014), poète, parolier
- Widad Sakakini (en) (1913-1991)
- Etel Adnan (1925-2021)
- Salah Stétié (1929-2020)
- Emily Nasrallah (1931-2018)
- Laîla Baalbaki (1936-)
- Ansi el-Hajj (1937-2014)
- Hassan Koubeissi (1941-2006)
- Mansour Eid (1944-2013)
- Hanan El-Cheikh (1945-)
- Abbas Beydoun (1945-)
- Rachid El-Daïf (1945-)
- Abdallah Naaman (1947-)
- Elias Khoury (1948-)
- Jabbour Douaihy (1949-)
- Hassan Daoud (en) (1950-)
- Hoda Barakat (1952-)
- Samir Kassir (1960-2005)
- Najwa Barakat (1966-)
- Joumana Haddad (1970-)
- Amin al-Rihani (1976-1940)
- Rania Zaghir (en) (1977-)
- Mazen Maarouf (en) (1978-), Noukat lil Mousallahîn (traduit en 2019 : Blagues pour miliciens)[2]
- Mohammed Abi Samra (en)
- Kamal Dib (en)
- Mikhail Naimy

### Écrivains libanais francophones
- Robert Abirached (1930-)
- Zeina Abirached (1981-)
- Etel Adnan (1925-)
- Ezza Agha-Malak (1942-)
- Camille Ammoun (1975-)
- Antoine Boulad (1951-)[3],[4],[5]
- Eveline Bustros (1878-1971)
- Valérie Cachard (1994-)
- Andrée Chedid (1920-2011)
- Charles Corm (1894-1963)
- Georges Corm (1940-)
- Carole Dagher (1963-)
- Jean Daoud (1955-)
- Farjallah Haïk (1907-1994)
- Jad Hatem (1952-)
- Hector Khlat (1888-1977)
- Yasmine Khlat (1959-)
- Vénus Khoury-Ghata (1937-)
- Amin Maalouf (1949-)
- Charif Majdalani (1960-)
- Issa Makhlouf (1955-)
- Wajdi Mouawad (1968-)
- Abdallah Naaman (1947-)
- Alexandre Najjar (1967-)
- Salah Stétié (1929-2020)
- Georges Schehadé (1905-1989)
- Charbel Tayah (1953-)
- Yasmina Traboulsi (en) (1975-)
- Nadia Tuéni (1935-1983)
- Hyam Yared (1975-)
- Ramy Zein (1965-)

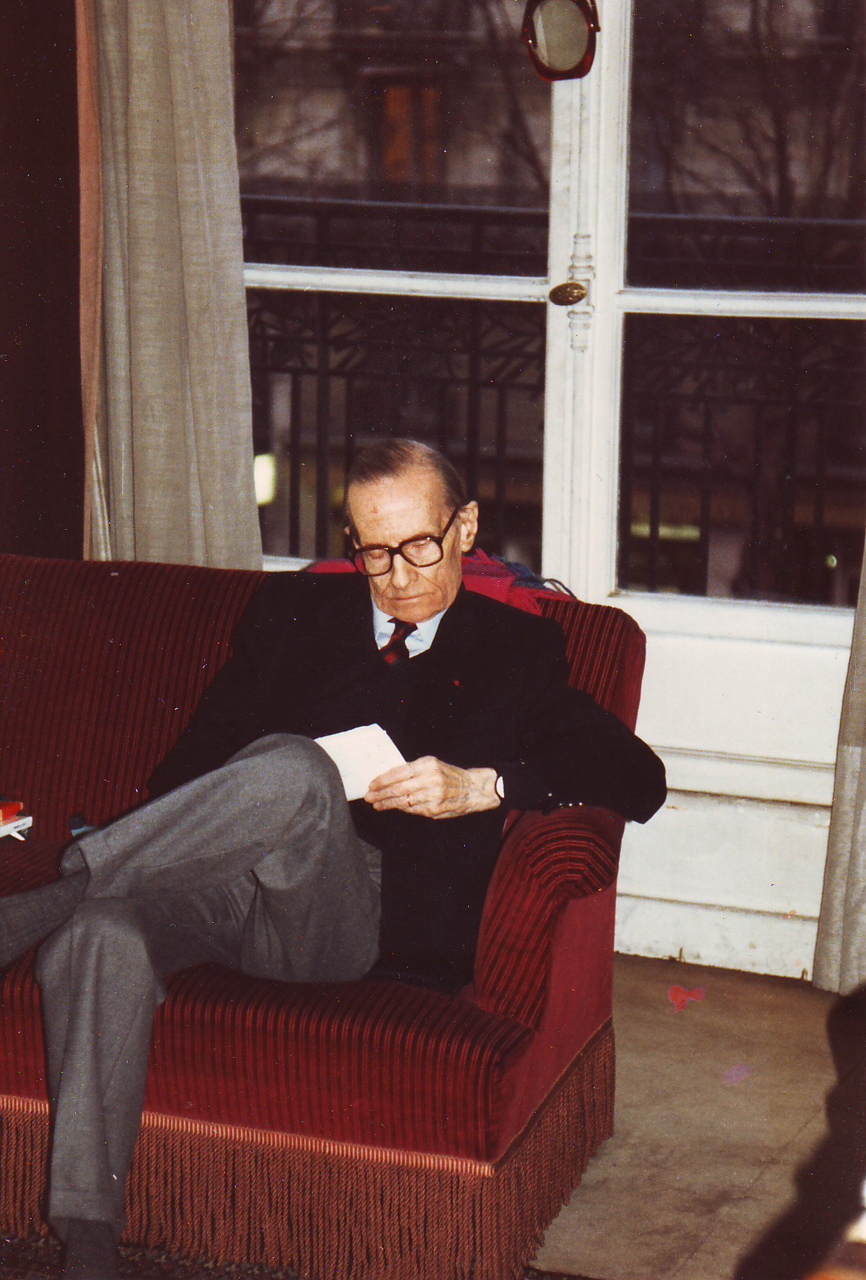
Georges Schehadé
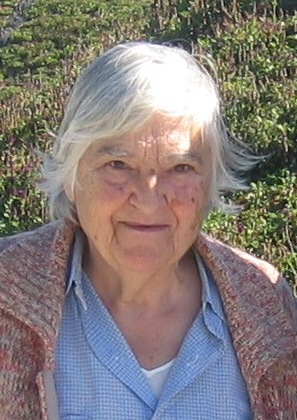
Etel Adnan
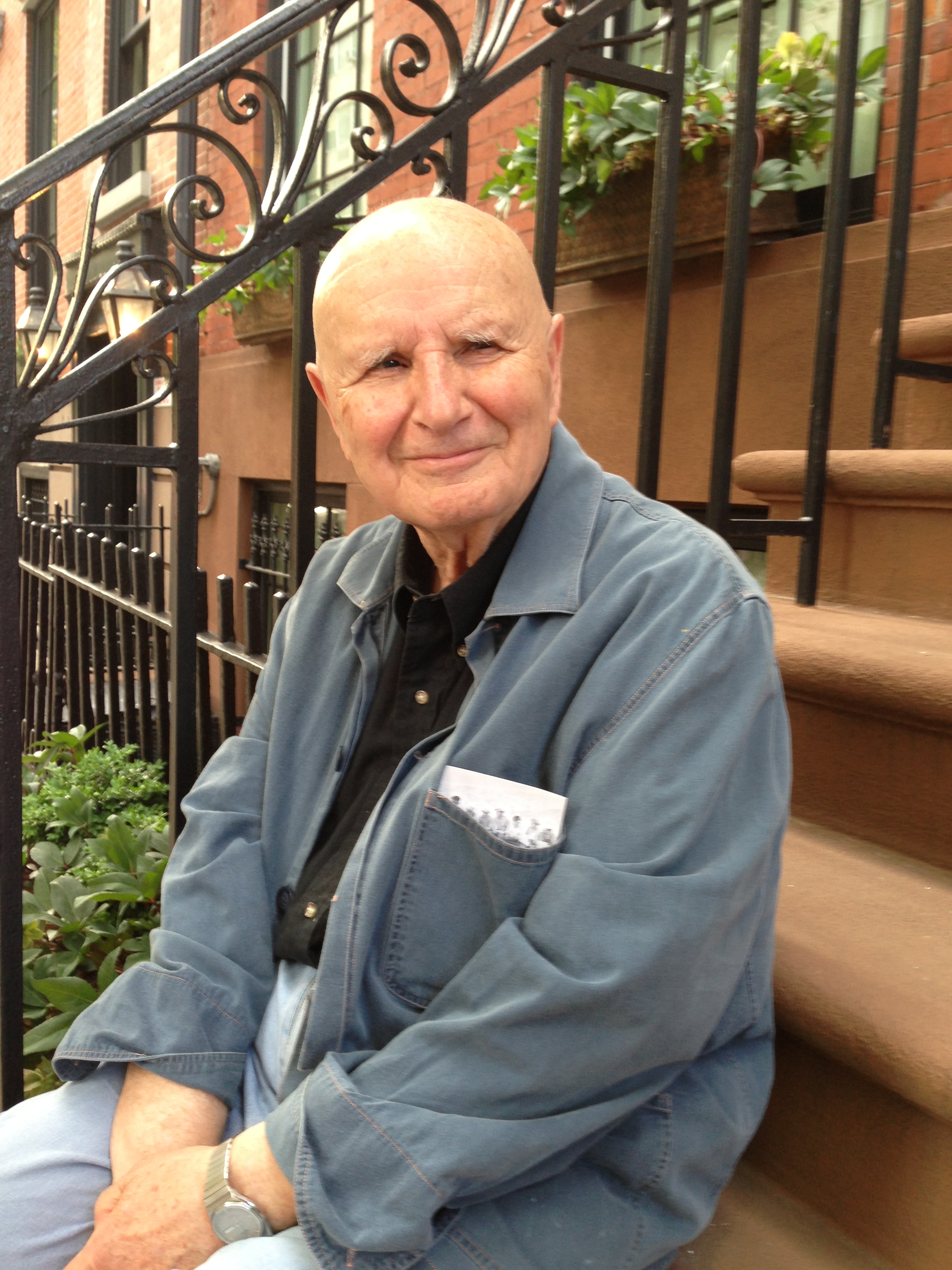
Salah Stétié
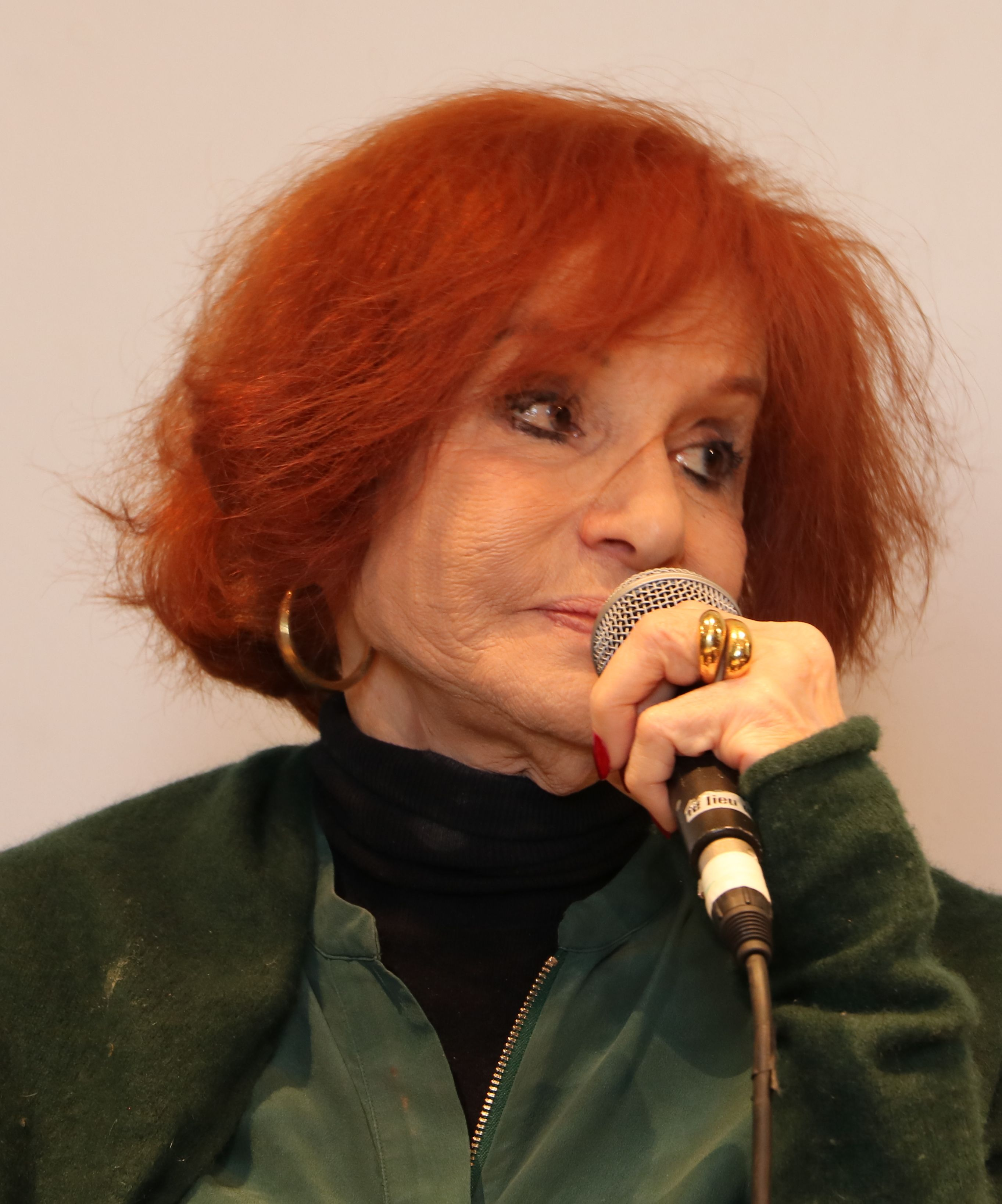
Vénus Khoury-Ghata
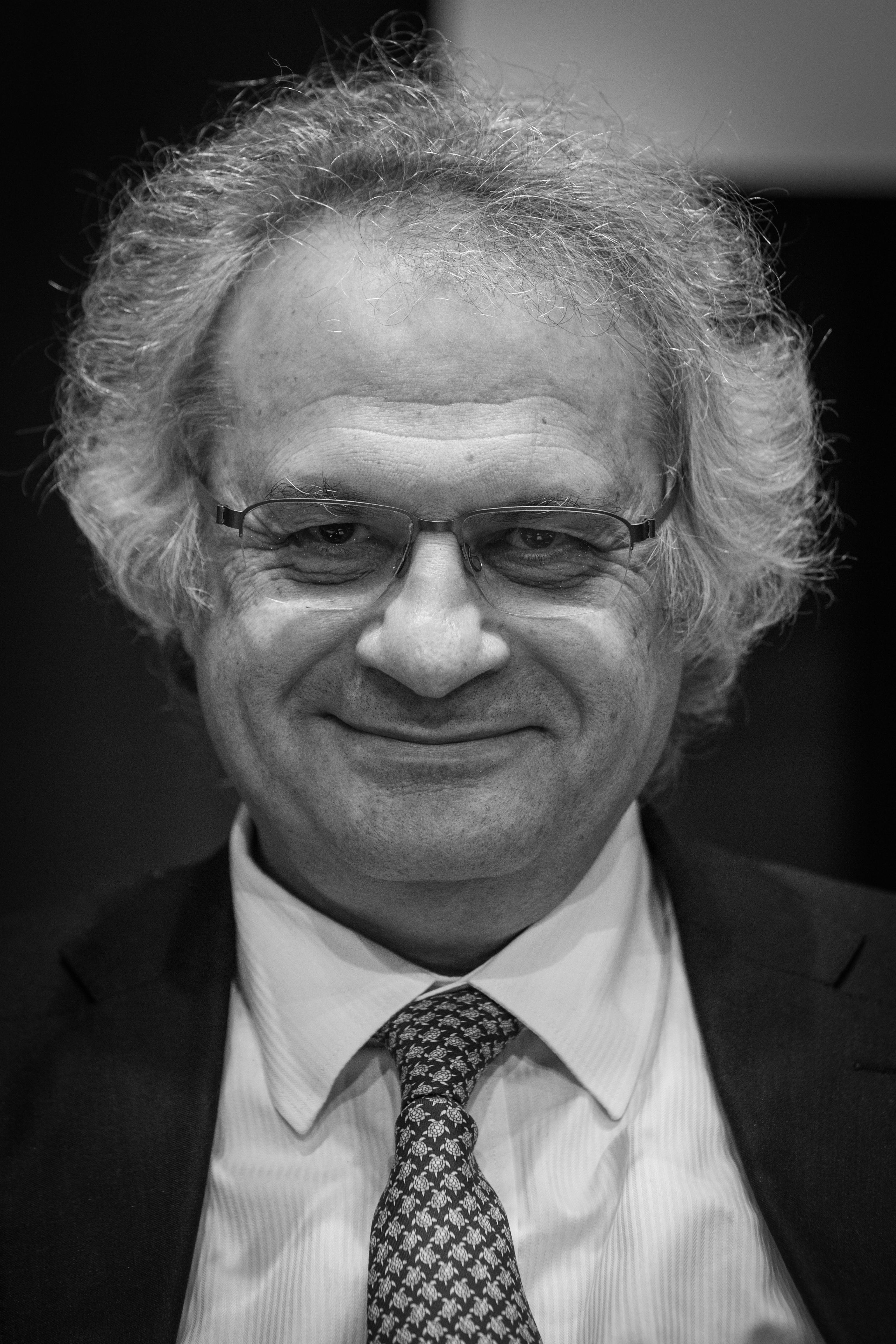
Amin Maalouf
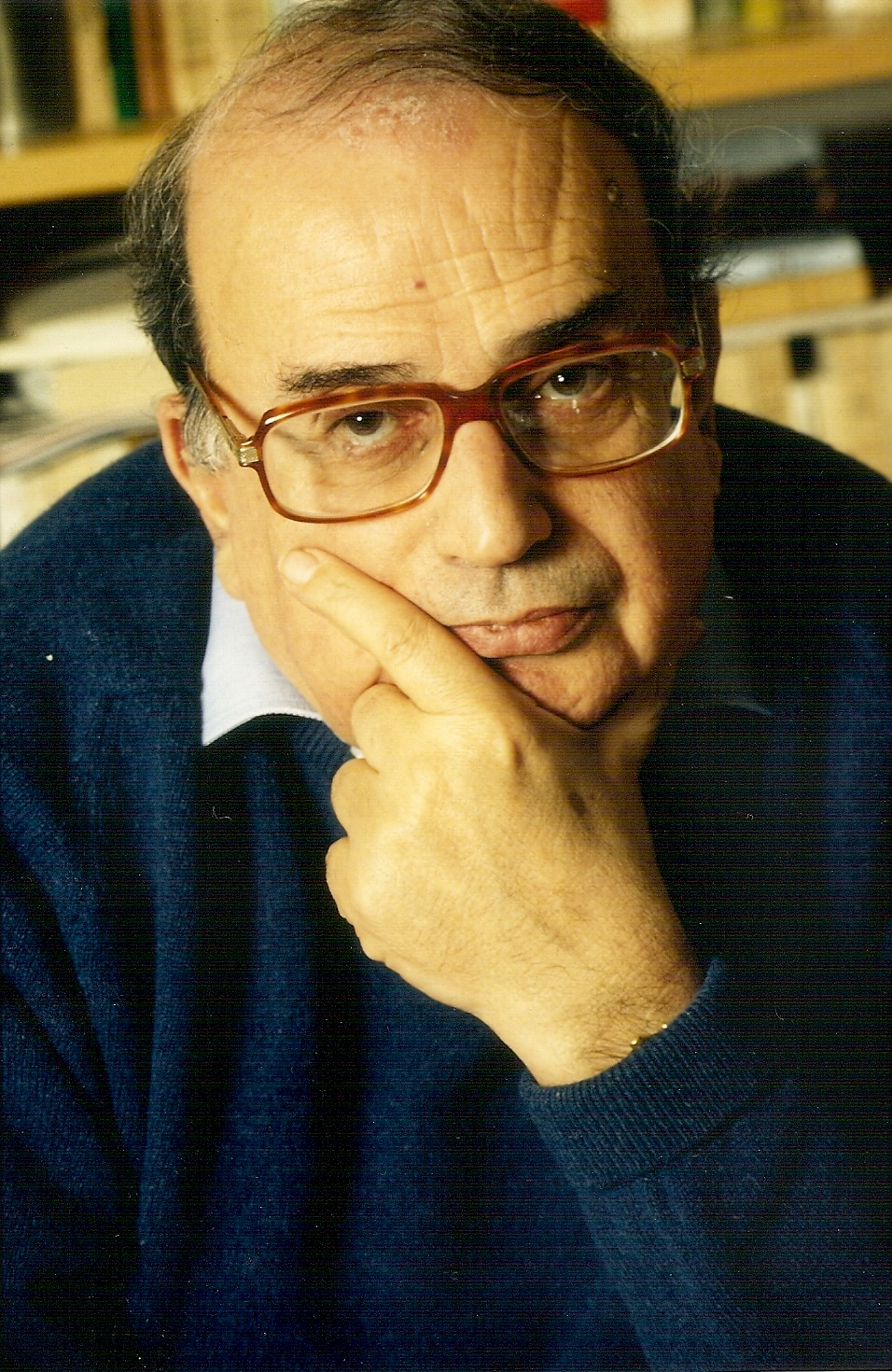
Robert Abirached
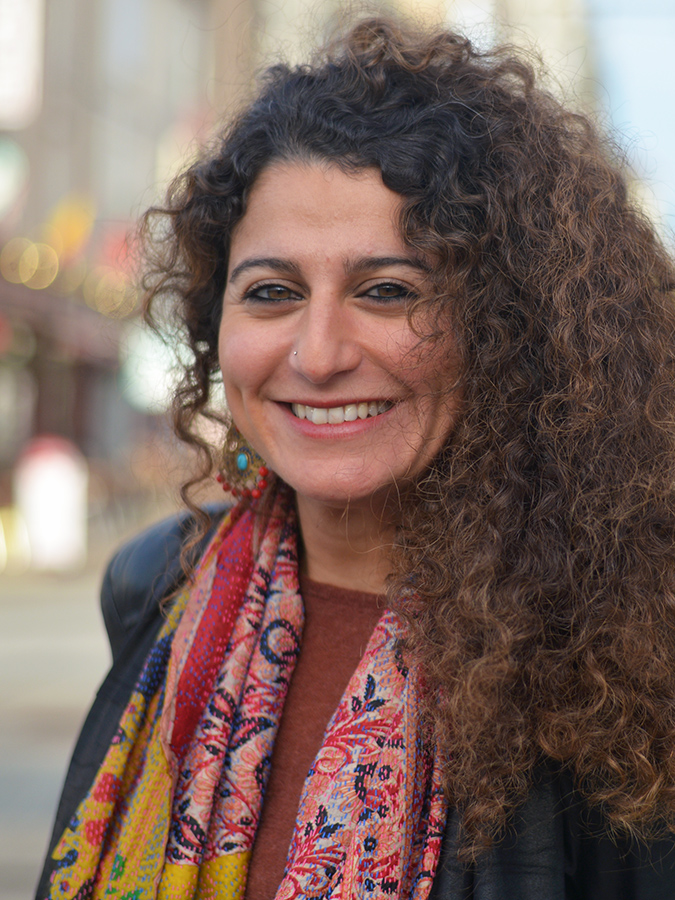
Zeina Abirached
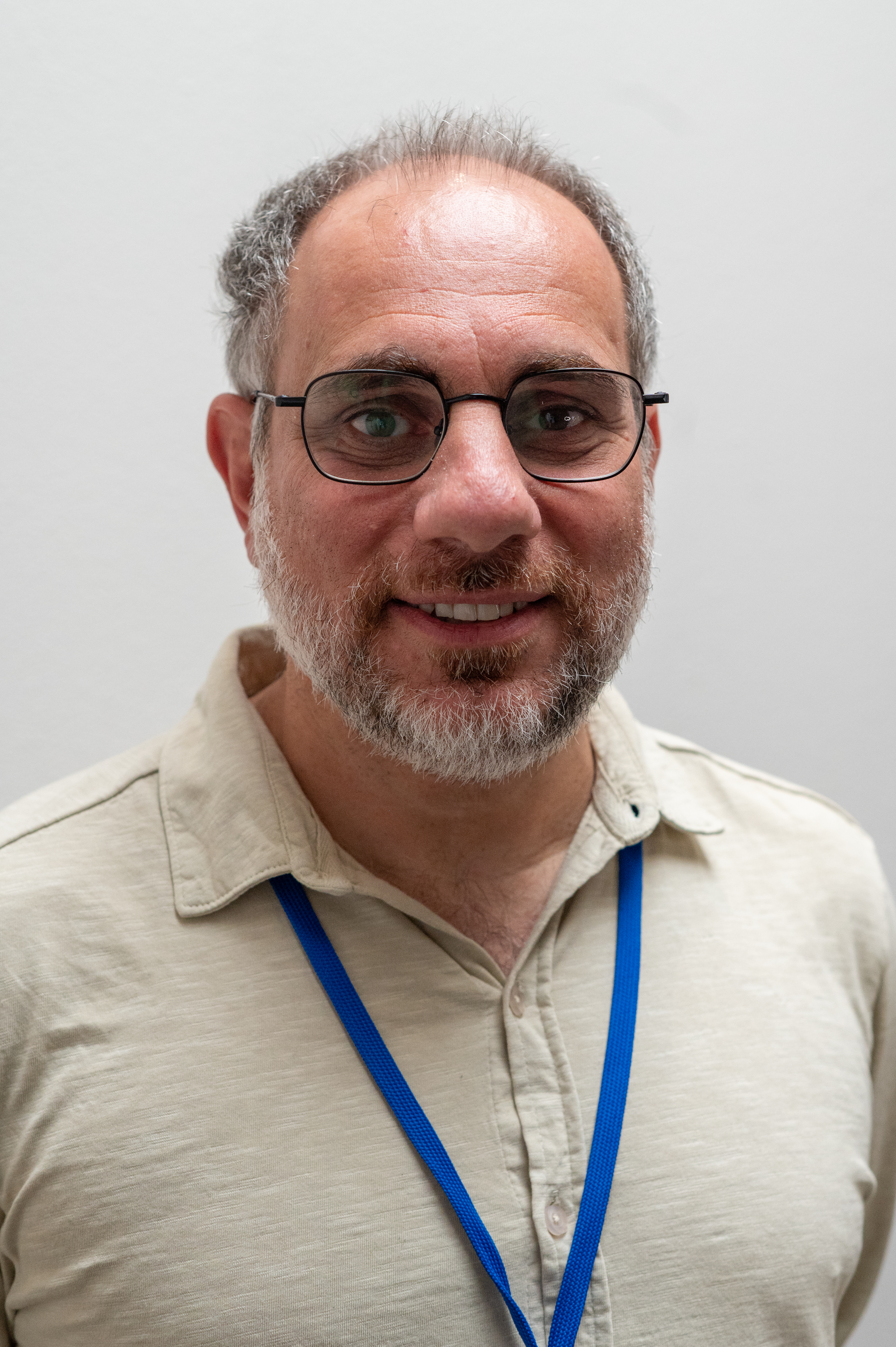
Camille Ammoun
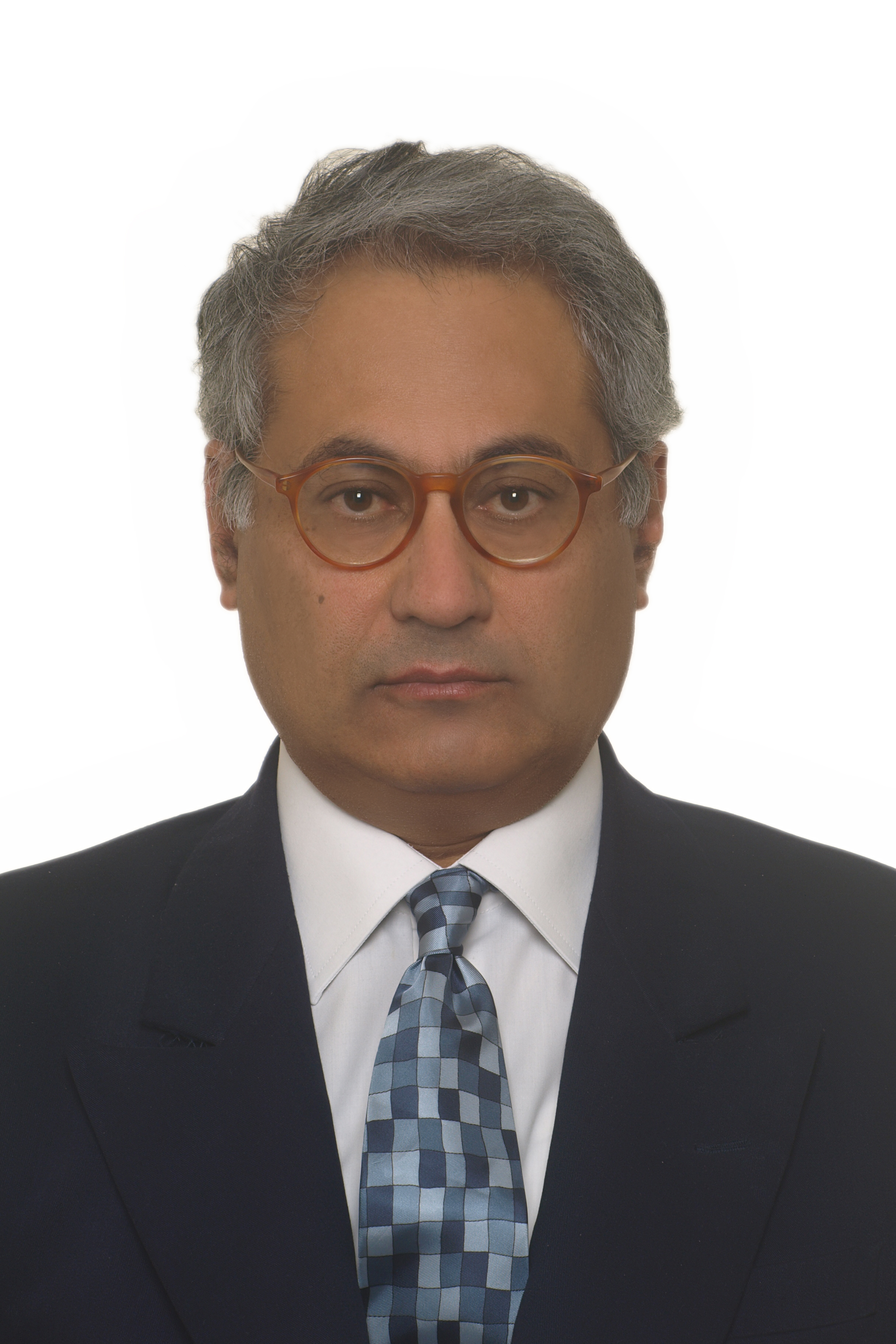
Jad Hatem
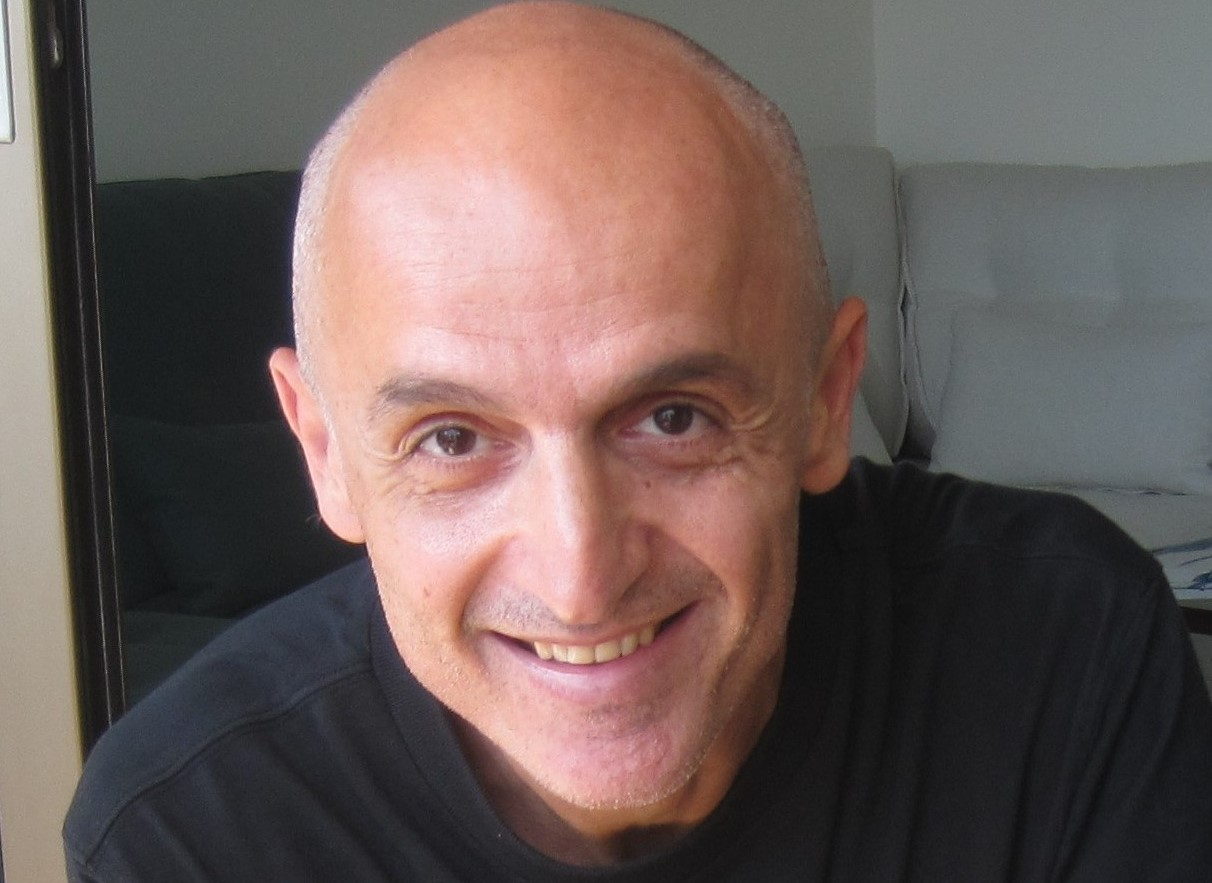
Ramy Zein
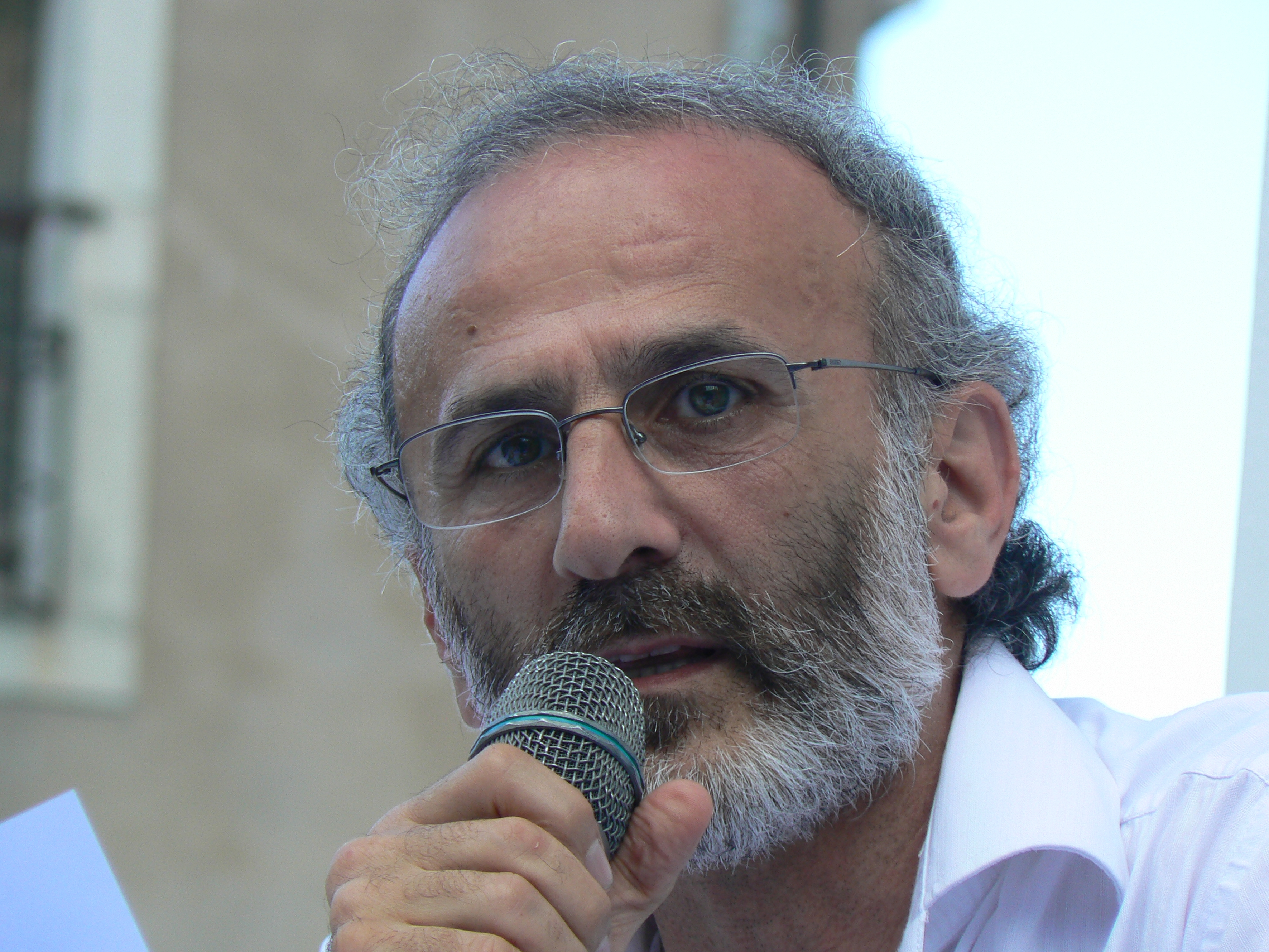
Issa Makhlouf
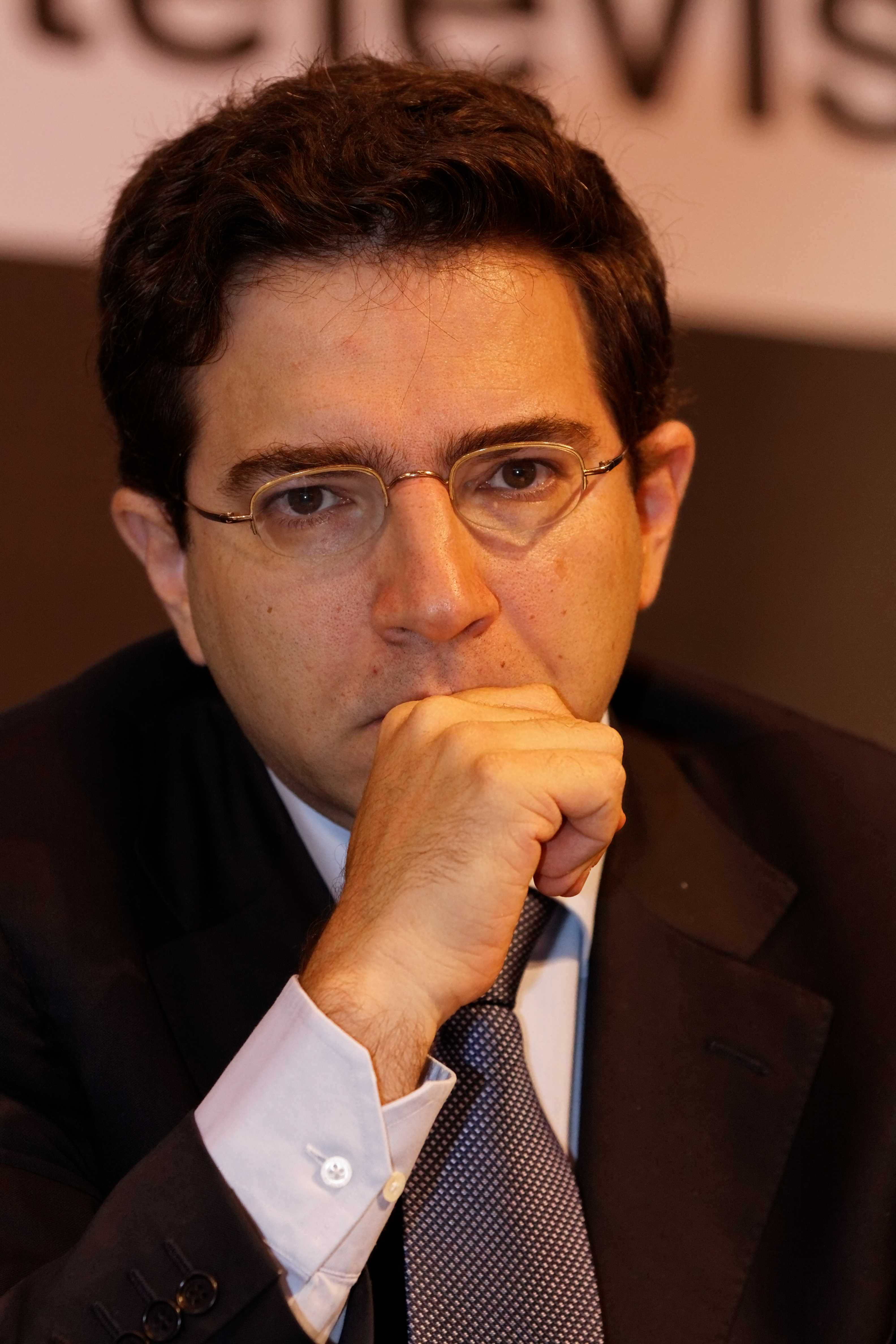
Alexandre Najjar
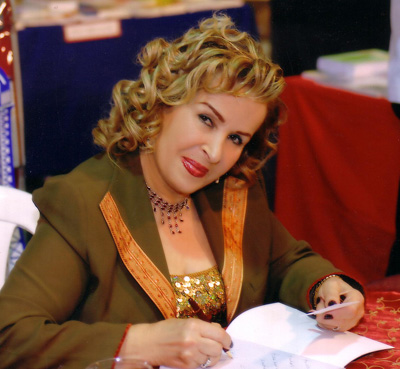
Ezza Agha-Malak

### Écrivains libanais anglophones
- Rabih Alameddine (1959-)
- Khalil Gibran (1883-1931)
- Joumana Haddad (1970-)
- Rawi Hage (1964-)
- Mikhail Naimy (1889-1988)
- Dimitri Nasrallah (en) (1977-)
- Ameen Albert Rihani (en) (1942-)
- Nassim Nicholas Taleb (1960-)

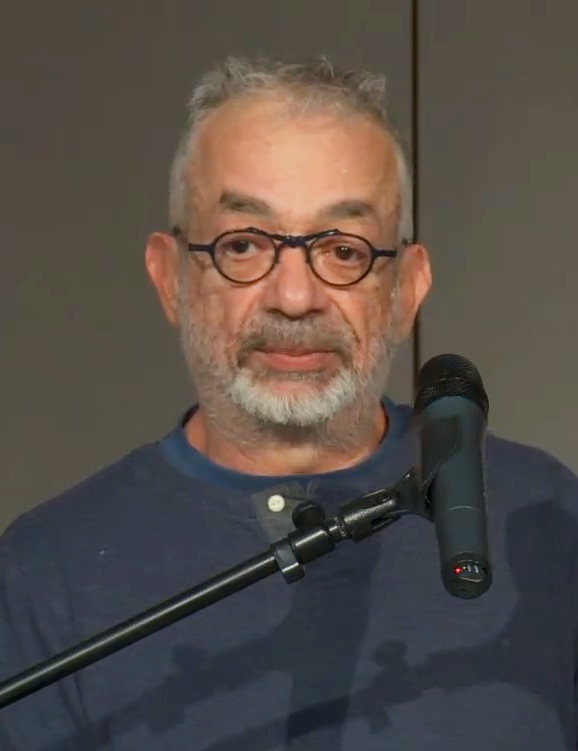
Rabih Alameddine
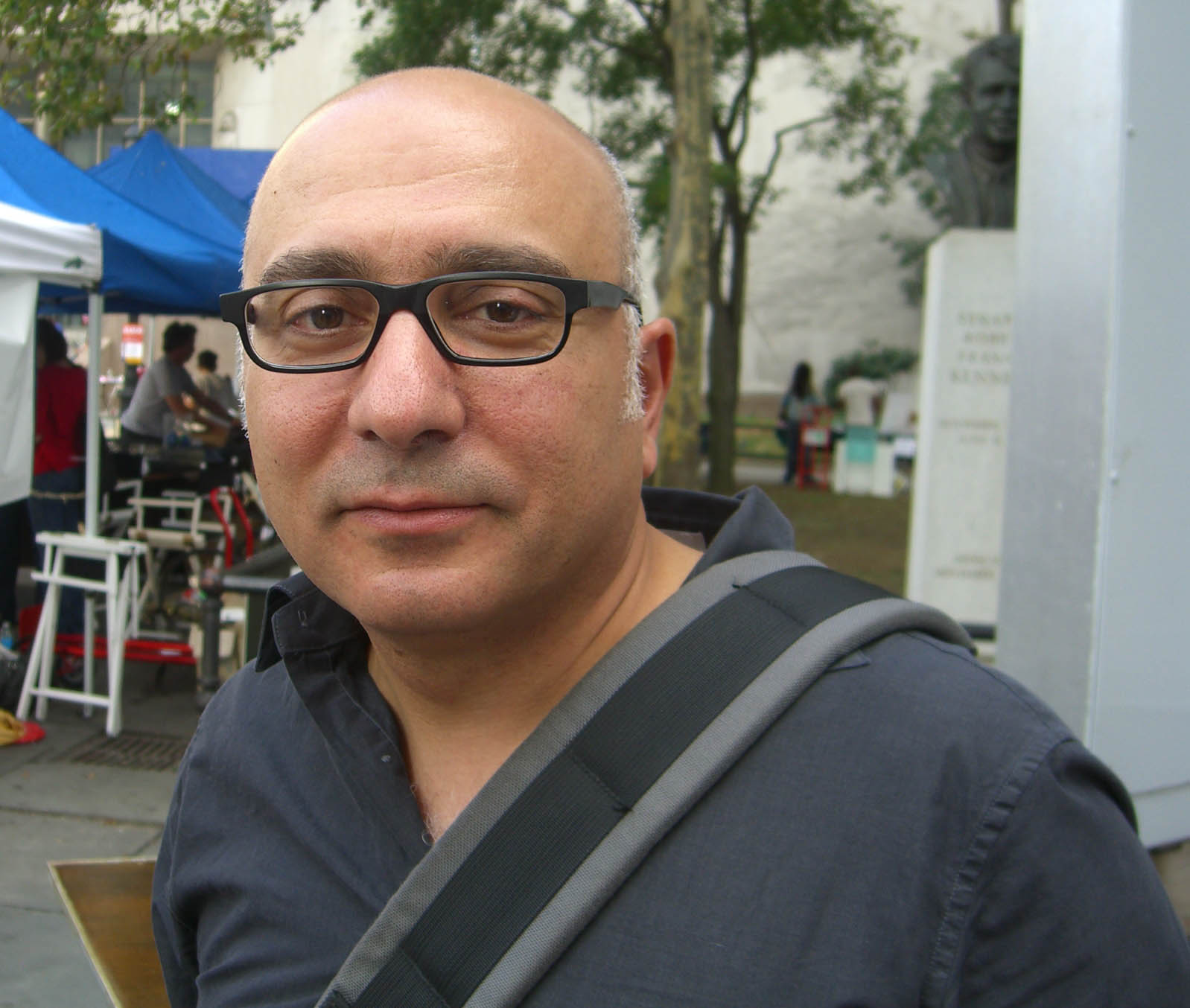
Rawi Hage
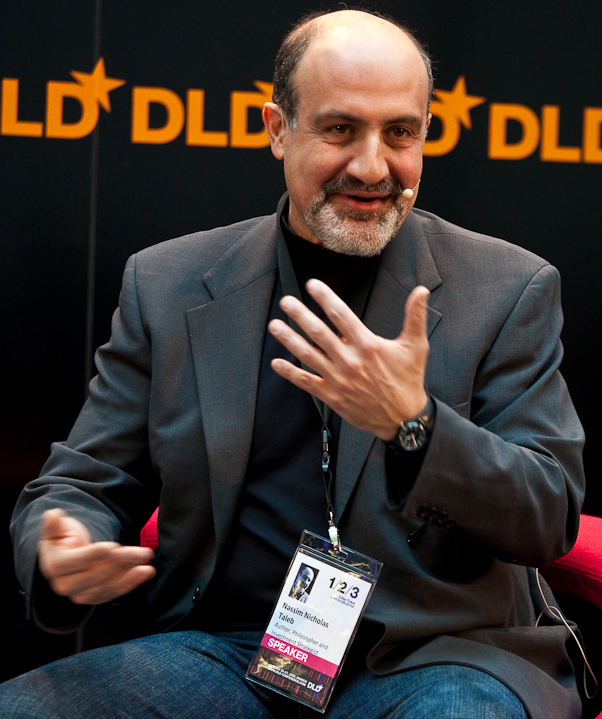
Nassim Nicholas Taleb
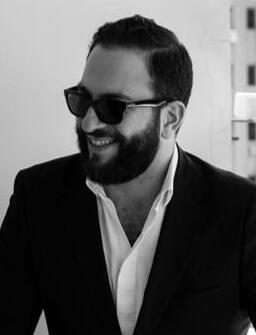
Nasri Atallah

### Écrivains issus de la diaspora libanaise
- Dima Abdallah (1977-), France
- John Aboud (en) (1973-), écrivain américain
- Elia Abu Madi (1890-1957), poète libano-américain
- Sami Aoun (1951-), professeur de sciences politiques et analyste sur divers médias, Membre du comité consultatif sur la sécurité canadienne
- Antoine Basbous (1953-), politologue, essayiste.
- William Peter Blatty (1928-2017), Écrivain et réalisateur américain.
- Jihad Darwiche (1951-), auteur et conteur
- Meira Delmar (1922-2009), poétesse colombienne
- Milad Doueihi (1959-), philosophe et universitaire canadien.
- Anne-Marie Eddé (1950-), historienne française d'origine libanaise
- Dominique Eddé (1953-), journaliste et écrivain franco-libanaise
- Brigitte Gabriel (1964-), journaliste américaine
- Khalil Gibran (1883-1931), poète libano-américain
- Milton Hatoum (1952-), écrivain brésilien
- Samuel John Hazo (en) (1928-), romancier, poète et essayiste américain
- Albert Hourani (1915-1993), historien britannique d'origine libanaise
- George Hourani (en) (1913-1984), philosophe britannique d'origine libanaise, frère de l'historien Albert Hourani.
- Antônio Houaiss (1915-1999), écrivain, intellectuel et traducteur brésilien
- Rashid Khalidi (1948-), Historien américain né d'un père palestinien et d'une mère libanaise.
- Percy Kemp (1952-), romancier anglo-libanais écrivant en français.
- Raymond Khoury (1960-), romancier et scénariste américain d'origine libanaise
- Théodore Khoury (1930-2023), théologien catholique allemand
- Amin Maalouf (1949-), écrivain franco-libanais, académicien
- David Malouf (1934-), écrivain australien
- Wajdi Mouawad (1968-), auteur, metteur en scène et comédien canadien d'origine libanaise
- Alberto Mussa (1961-), romancier brésilien d'origine libanaise
- Mikhail Naimy (1889-1988), poète et écrivain libano-américain
- Selim Nassib (1946-), écrivain, journaliste, scénariste
- Walid Phares (-1957-), universitaire américain
- Raduan Nassar (pt) (1935-), écrivain brésilien d'origine libanaise
- Jaime Sabines (1926-1999), poète mexicain
- Tarek William Saab (1962-), homme politique, avocat et poète vénézuélien
- Anthony Shadid (1968-2012), journaliste américain
- Antoine Sfeir (1948-2018), journaliste franco-libanais
- Nassim Nicholas Taleb (1960-), écrivain et philosophe américain

## Genres

### Poésie
- Zadjal ou Zajal libanaise[6], poésie déclamée ou chantée, inscrite en 2014 sur la Liste du patrimoine culturel immatériel de l'humanité au Liban[7]
- Zahida Darwiche Jabbour, La terre dans la poésie libanaise francophone contemporaine, article, 2005
- Poétesses libanaises francophones

### Théâtre
- Théâtre libanais (rubriques)
- Théâtre du Liban (en)
- Théâtre expérimental dans le monde arabe (en)
- Un des pères du théâtre libanais est Maroun Naccache (1817-1855)[8], qui réalise en 1848 une adaptation de l'"Avare" de Molière.
- Sonia El Fakhri-Frem, Le théâtre au Liban d'expression arabe et française de 1848 à 1975, thèse, 2003, Paris-Sorbonne
- Festival international de Baalbek (1960-)
- Troupe du Théâtre Moderne (Mounir Abou-Debs)
- Cercle du Théâtre Libanais (Antoine Moultaka),
- Académie d’Art Dramatique à l‘Université libanaise
- Atelier d’Art Dramatique de Beyrouth (1968, Nidal Al Achkar et Roger Assaf)
- Théâtre Hakawâti (1977)
- Troupe Zoukak[9]
- Quelques noms : Jalal Khoury (1933-2017), Raymond Gebara (1935-2015)[10], Hassan Alaa Eddin (en) Chouchou (1939-1975), Issam Mahfouz (en) (1939-2006), Siham Nasser (1950-2019)[11], Rafik Ali Ahmad (1951-), Ziad Rahbani (1956-), Rabih Mroué (en) (1967-), Issam Boukhaled...

### Marionnettes
- Théâtre d'ombres Karagöz[12]
- Marionnettes libanaises, sur le site de l'Unima
  - Avant 1920 : Mahmoud El Karakizi (Tripoli), Sleiman El Jabalawi et Abou Ezzat El Karakozati (Sidon), Rachid Bin Mahmoud (Beyrouth)
  - Troupe Al Sanabel (Les Épis, fondée par Ghazi Makdachi)
  - Troupe Soundouk el Ferji (La Boîte magique, dirigée par Najla Jreissaty Khoury)
  - Maha Nehmé, Paul Mattar, Michel Jabr...
  - Chatila : One Hand Puppet[13]
  - Théâtre libanais de Marionnettes (1995, Karim Dakroub)
  - Festival méditerranéen de la marionnette (1999, bisannuel)

### Prose
- Romanciers libanais
- Romans libanais

### Philosophie
- Philosophes libanais
- Scientifiques libanais

### Bande dessinée
- Maya Zankoul, Amalgam (BD) (it) (2009)

## Choix d'œuvres (plutôt) narratives
Pour une première approche :
- Khalil Gibran, Le Fou (1918), Le Prophète (1923)
- Andrée Chedid (1920-2011), Le Sommeil délivré (1952), Le Sixième Jour (1960), L'Autre (1969), L'Enfant multiple (1989)...
- Salah Stétié (1929-2020), Les Porteurs de feu, (1972), La Mort abeille, (1972)...
- Emily Nasrallah (1932-2018), iseaux de Septembre (1962)...
- Abdel Rahman Mounif (1933-2004), Cités de sel (en) (1984, cinq romans)
- Vénus Khoury-Ghata (1937-), Les Inadaptés (1971), Les Fiancées du Cap Ténès (1995), Une maison au bord des larmes (1998)...
- Hanan El-Cheikh (1945-), Beirut Blues (en) (1992), Femmes de sable et de myrrhe (1989)
- Elias Khoury (1948-), La Petite Montagne (1977), Le voyage du Petit Gandhi (1989), La porte du Soleil (1998)
- Amin Maalouf (1949-), Les Croisades vues par les Arabes (1983), Léon l'Africain (1986), Samarcande (1988), Les Jardins de lumière (1991), Le Premier Siècle après Béatrice (1992), Le Rocher de Tanios (1993), Les Échelles du Levant (1996), Le Périple de Baldassare (2000), Les Désorientés (2012), Nos frères inattendus
- Hoda Barakat (1952-), La Pierre du rire (1990), Courrier de nuit (2018, Prix international de la fiction arabe)
- Jean Daoud (1955-), Entre moi et moi-même : elle (en) (2005)
- Issa Makhlouf (1955-), Mirages (2004), Lettre aux deux sœurs (2004)...
- Ziad Rahbani (1956-), Nazl el sourour (en) (1974)
- Rabih Alameddine (1959-), Hakawati (en) (Les raconteurs, 2008), Les Vies de papier (2014)
- Rawi Hage (1960), Le Jeu de De Niro (en) (2006)
- Ramy Zein (1965-), Partage de l'infini (2005), Les Ruines du ciel (2008), ,La Levée des couleurs (2011), Tribulations d'un bâtard à Beyrouth (2016)
- Wajdi Mouawad (1968-), Littoral (pièce de théâtre) (1997), Incendies (pièce de théâtre) (2003), Forêts (pièce de théâtre) (2006)...
- Rabee Jaber (en) (1972-), Le rapport Mehlis (en) (2005)
- Ali Bader (1979-), Papa Sartre (en) (2001)
- Nasri Atallah (1982-), Notre Homme à Beyrouth (en) (2011)

## Institutions
- Bibliothèque nationale du Liban (1921)
- Bibliothèque orientale (1875, Université Saint-Joseph de Beyrouth)
- Liste de bibliothèques au Liban (en)
- Prix littéraires : 
  - Prix France-Liban (1982), Prix Phénix de littérature (1996)[14], Prix littéraire des lycéens du Liban[15]
  - Al Owais Award (en) (1988)